# مائسترو
مائسترو (انگلیسی: Maestro) شرکت خدمات مالی و بانکداری آمریکایی است، که در سال ۱۹۹۱ تأسیس شد.